# 三池敏夫
三池 敏夫（、1961年〈昭和36年〉5月26日 - ）は、日本の特撮美術デザイナー、特技監督。アニメ特撮アーカイブ機構理事。日本映画・テレビ美術監督協会会員。特撮研究所所属。熊本県出身。

## 略歴
大学在学中の1983年に、特撮業界を志し上京。東映プロデューサーの平山亨や特撮研究所の矢島信男らと面会する。
1984年、九州大学工学部卒業。同年、特撮研究所に入社し、特殊美術助手となる。
1989年、東宝制作の映画『ガンヘッド』に参加するため特撮研究所を退社し、フリーランスとなる。東宝特撮映画では、操演と美術を兼任した。平成ガメラシリーズで特撮美術を担当。
2008年、特撮研究所に復帰。2024年、アニメ特撮アーカイブ機構理事。
映画においては、予定通りに進むことの方が少ないため、臨機応変に対処することが必要であると語っている。

## 参加作品

### テレビ
- スーパー戦隊シリーズ
  - 超電子バイオマン（1984年）[1]
  - 特捜戦隊デカレンジャー（2004年） - パイロット版特撮美術（ノンクレジット）[16]
  - 獣拳戦隊ゲキレンジャー（2007年） - 特殊造型
- メタルヒーローシリーズ
  - 宇宙刑事シャイダー（1984年）[1]
  - 超人機メタルダー（1987年3月16日）
- 兄弟拳バイクロッサー（1985年1月10日）
- 仮面ライダーBLACK RX（1988年10月23日）
- 五稜郭（1988年12月30日・31日）
- 電光超人グリッドマン（1993年4月3日 - 1994年1月8日） - 特殊美術
- ウルトラマンメビウス（2006年4月8日）[3]
- 黒部の太陽（2009年3月21日・3月22日）
- 大魔神カノン（2010年4月2日） - 特技監督[17]
- 牙狼＜GARO＞〜MAKAISENKI〜（2011年 - ） - ミニチュア美術

### 映画
- 宇宙刑事シャイダー（1984年7月14日）
- ガンヘッド（1989年7月22日）[出典 8]
- 帝都大戦（1989年9月15日）[17]
- 孔雀王 アシュラ伝説（1990年2月）[17]
- ゴジラシリーズ
  - ゴジラvsビオランテ（1989年12月16日） - 操演助手[17][5][注釈 2]
  - ゴジラvsキングギドラ（1991年12月14日） - 操演助手[1][18][注釈 3]
  - ゴジラvsモスラ（1992年12月12日） - 操演助手[20][3][注釈 3]
  - ゴジラ×メガギラス G消滅作戦（2000年12月16日） - 特美助手[21]
  - ゴジラ・モスラ・キングギドラ 大怪獣総攻撃（2001年12月15日）[10][12]
  - ゴジラ×メカゴジラ（2002年12月14日） - 特美[10]
  - ゴジラ×モスラ×メカゴジラ 東京SOS（2003年12月13日） - 特美[10]
  - ゴジラ FINAL WARS（2004年12月4日） - 特美[13][3]
  - シン・ゴジラ（2016年7月29日） - B班（特技兼任）美術[3][5]
- 妖獣大戦（1991年） - ミニチュア造型
- ゼイラム（1991年12月21日）
- 平成ガメラシリーズ[1][17]
  - ガメラ 大怪獣空中決戦（1995年3月11日）[3]
  - ガメラ2 レギオン襲来（1996年7月13日）
  - ガメラ3 邪神覚醒（1999年3月6日）[21]
- ウルトラシリーズ
  - ウルトラマンティガ THE FINAL ODYSSEY（2000年3月11日） - 美術サブスタッフ
  - ウルトラマンサーガ（2012年3月24日） - 特技監督[17][14][3]
  - ウルトラマンギンガ 劇場スペシャル ウルトラ怪獣☆ヒーロー大乱戦!（2014年3月15日） - カメオ出演
  - シン・ウルトラマン（2022年5月13日） - CGビルアセット監修、特撮班特殊美術
- クロスファイア（2000年6月10日）
- Kill Bill: Vol.1（2003年10月）
- デビルマン（2004年10月9日）
- 戦国自衛隊1549（2005年6月11日）
- 男たちの大和/YAMATO（2005年12月17日）[3]
- 日本沈没（2006年7月15日）[3]
- 俺は、君のためにこそ死ににいく（2007年5月12日）
- 西遊記（2007年7月14日）
- 茶々 天涯の貴妃（2007年12月22日）
- 隠し砦の三悪人 THE LAST PRINCESS（2008年5月10日）
- ハッピーフライト（2008年11月15日）
- 私は貝になりたい（2008年11月22日）
- 巨神兵東京に現わる（2012年7月10日） - 美術監督[17][3]
- のぼうの城（2012年11月2日）[3]
- 進撃の巨人 ATTACK ON TITAN（2015年8月1日） - 美術（特撮セカンドユニット）[17][3]
  - 進撃の巨人 ATTACK ON TITAN エンド オブ ザ ワールド（2015年9月19日） - 美術（特撮セカンドユニット）[3]
- Fukushima 50（2020年3月6日） - 特撮・VFX監督[13][14]
- シン・エヴァンゲリオン劇場版（2021年3月8日、アニメ映画） - プリヴィズ制作協力、美術（特殊技術素材・パネル美術撮影）
- シン・仮面ライダー（2023年3月18日） - 特撮班特殊美術
- 新幹線大爆破（2025年4月23日） - セカンドユニット美術

### ビデオ
- ウルトラマンVS仮面ライダー（1993年7月21日）
- ウルトラマンパワード（1993年12月5日 - 1994年8月25日ビデオ発売。全13話、7巻。）
- 獣拳戦隊ゲキレンジャーVSボウケンジャー（2008年）

### その他
- 『夢の挑戦 ゴジラ須賀川に現る』（2019年） - 特殊美術[22]。円谷英二ミュージアムで限定公開される特別映像[22]。